# Academisch ziekenhuis van Norrland
Academisch ziekenhuis van Norrland (Zweeds: Norrlands universitetssjukhus (Nus)) is een van de grootste ziekenhuizen in het noorden van Zweden, gelegen in Umeå in de provincie Västerbottens län.
Het ziekenhuis is verbonden aan de Universiteit van Umeå. Naast academisch ziekenhuis is dit ook het regioziekenhuis voor de vier noordelijkste provincies in Zweden.